# Capsulaire f1
Capsulaire f1 est une œuvre de Claude Viseux érigée à Vitry-sur-Seine, en France.

## Caractéristiques
Capsulaire f1 est située à Vitry-sur-Seine dans le Val-de-Marne, rue Eugène-Hénaff, au centre d'un rond-point permettant d'accéder à un centre commercial Leclerc Port-à-l'Anglais. Il s'agit d'une composition sculpturale de Claude Viseux : l'œuvre est constituée d'un engin spatial érigé sur une rampe de soutien,. L'engin, qui porte encore les traces d'une rentrée atmosphérique, est de forme circulaire. Bien que décrit généralement comme un ancien module orbital Soyouz, (lequel n'est pas circulaire et n'est pas conçu pour retourner sur terre), il ressemble plus à la capsule de descente d'un Resours-F1, une série de satellites d'observation soviétiques utilisée entre 1979 et 1991.

## Historique
L'ancien directeur du centre commercial Leclerc, à proximité immédiate de la sculpture, est un passionné d'aérospatial et collectionne les engins spatiaux. Il acquiert le module Resours lors d'une vente aux enchères en 1996. Sur la suggestion de la ville de Vitry-sur-Seine, qui développe dans les années 1990 un programme d'art public, il la confie au sculpteur Claude Viseux. Il fait don de la sculpture résultante à la ville, qui l'installe en 1999.
En décembre 2017, l'association des Contribuables associés, organise un vote pour élire les pires ronds-points de France. Le Capsulaire f1 figure parmi cette sélection qui compte une dizaine d’œuvres moquées par des contributeurs anonymes pour leur esthétique et érigée en symbole de gaspillage d'argent public. La mairie de Vitry-sur-Seine a coupé court à cette polémique en rappelant qu'elle n'avait pas été payée avec de l'argent de la commune.